# Progon (person)
Progon, död 1198,  var den förste kände albanske härskaren, herre över Kruja och dess omgivning, det vill säga Arberien. Hans regeringstid varade 1190–1198 och han efterträddes av sina två söner Gjin och Dimitri.
Progons rike har av vissa antagits vara den första albanska statsbildningen under medeltiden. Litet är känt om hans liv. Slottet i Kruja låg i familjen Progons besittning. Hans rike var inte helt självständigt från Bysantinska riket.